# Episodi di Un genio in famiglia (prima stagione)
La prima stagione della serie televisiva Un genio in famiglia è stata trasmessa in anteprima negli Stati Uniti d'America da The WB tra il 26 marzo 1997 e il 7 maggio 1997.
| nº | Titolo originale               | Titolo italiano | Prima TV USA   | Prima TV Italia |
| -- | ------------------------------ | --------------- | -------------- | --------------- |
| 1  | Pilot                          |                 | 26 marzo 1997  |                 |
| 2  | The Code                       |                 | 2 aprile 1997  |                 |
| 3  | Brother, Brother               |                 | 9 aprile 1997  |                 |
| 4  | Don't Do That Thing You Do     |                 | 16 aprile 1997 |                 |
| 5  | Lab Rats                       |                 | 23 aprile 1997 |                 |
| 6  | A Little Knowledge             |                 | 30 aprile 1997 |                 |
| 7  | Baby, It's You and You and You |                 | 7 maggio 1997  |                 |